# Voile aurique

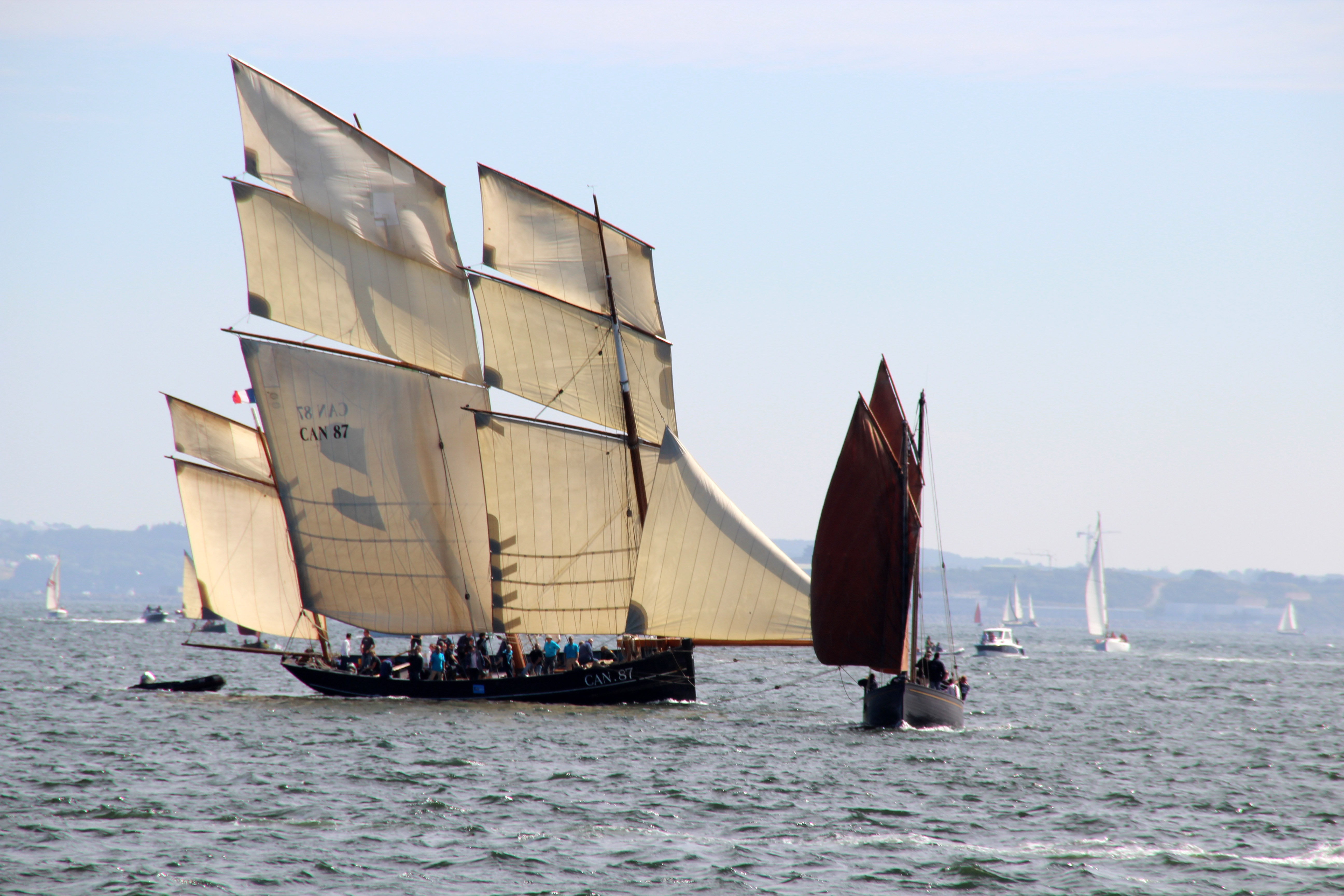
La bisquine et la chaloupe sardinière portent des voiles au tiers, l'une des catégories de voiles auriques.

Une voile aurique (fore-and-aft rig en anglais) est une voile de forme quadrangulaire non symétrique qui présente toujours le même bord d'attaque au vent, dans l'axe du navire, contrairement aux voiles carrées. Elle est établie enverguée sur une vergue, pic ou corne, plus ou moins apiquée, dont le point le plus bas est situé vers l'avant, ou bien déployée par une livarde. 
La catégorie des voiles auriques comprend les voiles au tiers, les voiles à corne, et les voiles à livarde. 
Un usage actuel réducteur qualifie à tort de voiles auriques uniquement les voiles à corne.

## Définitions et origines

Voile au tiers

Voile à corne

Voile à livarde

Les auteurs de dictionnaires de la marine et de livres sur l'histoire de la navigation à voile s'accordent en général pour définir la voile aurique comme étant une voile quadrangulaire asymétrique, considérée comme une évolution de la voile carrée, cette dernière étant transfilée sur une vergue hissée sur le mât par son milieu et présentant au vent, suivant le besoin, alternativement l'un de ses deux côtés, alors que les voiles auriques ne sont symétriques ni dans leur forme ni dans leur usage. 
Pour Bonnefoux et Paris, sont auriques les voiles trapézoïdales qui se hissent dans la direction des étais ou s'enverguent sur des cornes. Ils considèrent comme auriques les voiles trapézoïdales, qu'elles soient à corne ou à livarde, ou bien certaines voiles d'étais quadrangulaires.
Dominique Buisson précise que les voiles auriques comprennent les voiles à livarde, les voiles au tiers (ou au quart) et les brigantines disposant d'une corne et gréées avec ou sans bôme. De même pour Georges Devillers qui classe tout simplement en voiles auriques les voiles au tiers, à corne ou à livarde. Dominique Buisson mentionne également l'origine du mot aurique : il vient du latin auris, oreille. Les auteurs du Guide des gréements du Chasse-Maréeestiment que le terme proviendrait du latin auris, oreille, cette explication étant corroborée par la traduction anglaise lugsail, mot composé de lug, terme technique pour désigner une oreille et de sail pour voile. Ils considèrent également comme voiles auriques, les voiles au tiers, les voiles à livarde, les voiles à corne, et notent que l'on réserve parfois abusivement le terme aurique aux voiles à corne (on ne devrait pas dire un sloup aurique mais un sloup à corne).
Une définition plus étendue de la voile aurique est proposée par Yves Gaubert. Il présente la voile aurique comme une évolution des gréements à voile carrée dont les amures (côté au vent) et les écoutes (côté sous le vent) sont interchangeables, cette évolution s'étant faite en deux étapes. La première étape, qu'il nomme « auricisation » consiste à donner aux voiles un avant et un arrière. Il classe ainsi dans les voiles auriques les voiles au tiers, les voiles à corne, les voiles à livarde, les voiles bermudiennes et les voiles latines. Il ne restreint donc pas les voiles auriques aux voiles quadrangulaires, les voiles bermudiennes et latines étant triangulaires. Les voiles auriques sont donc, d'après lui, l'équivalent des gréements que les anglo-saxons dénomment fore-and-aft rigs (mot-à-mot, gréement avant-arrière). Dans une deuxième étape se produit une « axialisation » de l'amure comme dans les voiles à corne, à livarde, et bermudiennes. Cette définition du journaliste Yves Gaubert reprend la thèse de l'ethnographe François Beaudouin présentée dans son ouvrage Bateaux des côtes de France, en faisant fi de « l'histoire savante ». Sa vision de l'évolution contredit tous les autres auteurs qui différencient les voiles triangulaires des quadrangulaires et qui voient dans le gréement de sloop ou de côtre l'amélioration de la voile latine par sa scission de part et d'autre du mât. D'ailleurs cette évolution n'a pas transformé le vocabulaire car les autres termes désignant la voile latine sont bien « voile à oreille », « aureille de lièvre » ou « oreille de lièvre ». La voile aurique n'est donc pas l'ensemble des voiles axiales, mais un sous-produit de la voile latine.
Dans le langage courant, on désigne assez facilement, de façon restrictive, une voile à corne comme étant la voile aurique, alors que les voiles au tiers et les voiles à livarde sont aussi des voiles auriques.

## Description des voiles auriques
La description de chaque voile aurique est détaillée dans des articles spécifiques. L'article Voile fournit une liste des différents types de voiles.

### Voile au tiers
Une voile au tiers, ou bourcet, est une voile en forme de trapèze dont le bord supérieur, ou envergure, est transfilé sur une vergue dont la drisse est frappée au tiers avant de sa longueur. 

### Voile à corne
La voile à corne tient son nom de la corne ou pic, qui contrairement à la vergue, suspendue le long du mât, est appuyée au mât par sa partie avant munie d'un encornat, et pivote selon l'axe du mât. Généralement bordée d'un gui ou bôme, la voile à corne peut donc être établie tribord amures ou bâbord amures sans présenter un côté moins performant, car déformé par le mât, et donc sans devoir gambeyer après un virement de bord comme pour la voile au tiers. En contrepartie, le guindant de la voile est déventé par le mât.

### Voile à livarde
La voile à livarde est tendue par un espar appelé balestron ou livarde, qui est techniquement et historiquement sans rapport avec une vergue ou une corne, mais assume une fonction équivalente à celle d'un tangon : écarter du mât un point de la voile.

### Voile houari
La voile houari n'est pas une voile aurique. C'est une voile triangulaire avec une vergue très apiquée ne laissant pas la place à établir un flèche au-dessus. Elle préfigure l'utilisation du gréement marconi, ou bermudien, en navigation de plaisance.

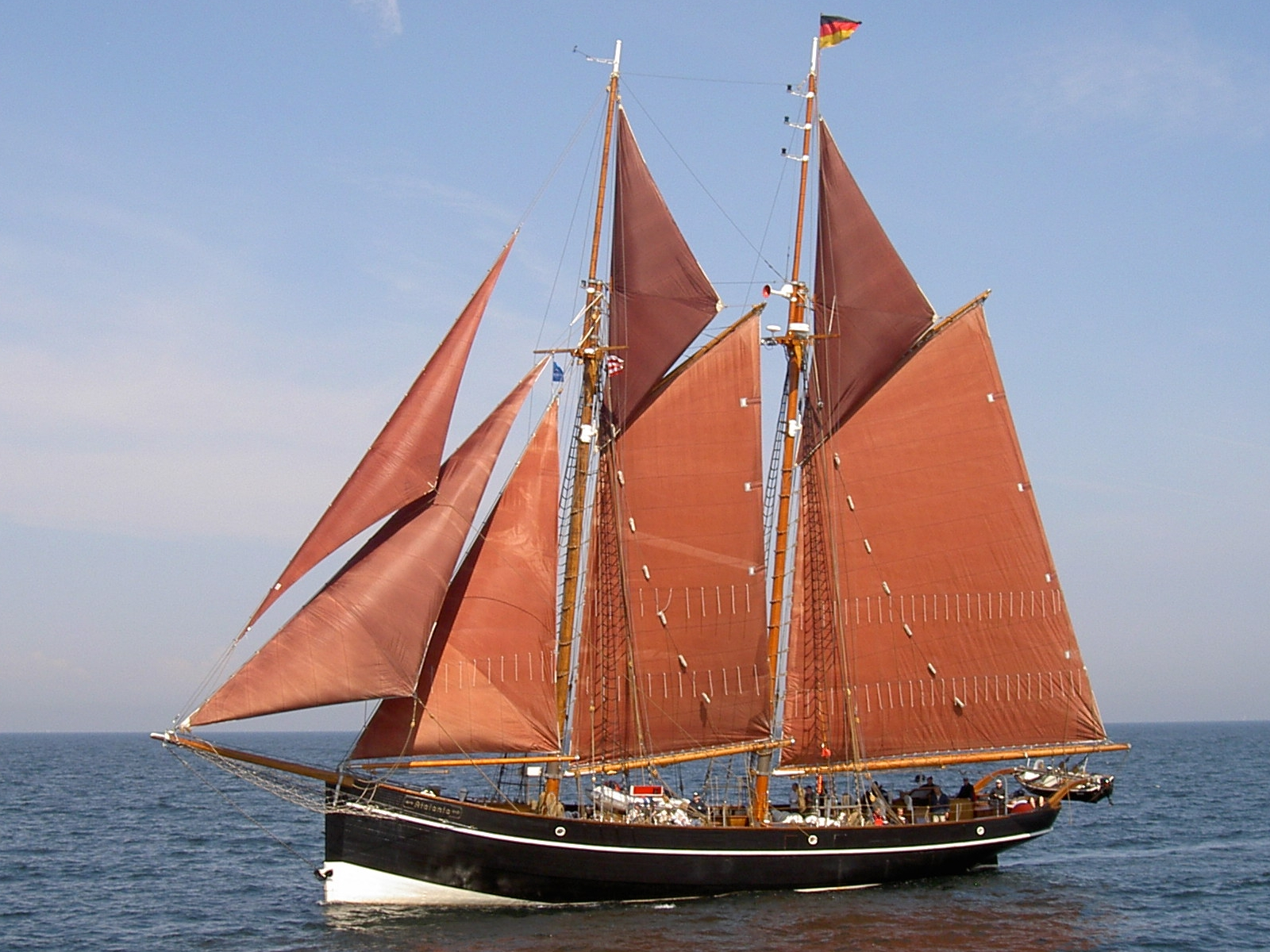
Goélette à voiles à corne. Les deux voiles principales, en forme de trapèze, la misaine sur le plus petit des deux mâts, celui qui est devant, nommé mât de misaine, et la grand-voile, sur le grand mât, sont des voiles à corne. À l'avant sont établis trois focs, et au-dessus de chaque voile à corne, une voile de flèche. Ce voilier est communément désigné comme une « goélette aurique » ou « goélette franche ».